# Teun Beijnen
Anthoni Christiaan Beijnen, detto Teun (Ophemert, 13 giugno 1899 – Beusichem, 13 luglio 1949), è stato un canottiere olandese.

## Palmarès

### Olimpiadi
- 1 medaglia:
  - 1 oro (Parigi 1924 nel due senza)